# Bột kết
Bột kết (còn gọi là aleurolit - từ tiếng Hy Lạp ἄλευρον = áleuron = bột và λίθος = líthos = đá) là một loại đá trầm tích đã gắn kết, có thành phần hạt ở trung gian về kích thước hạt giữa sa thạch thô hơn và đá bùn (nê nham)/sét kết mịn hơn. Nó được phân biệt với đá phiến sét ở chỗ chứa nhiều bột chứ không nhiều sét.

## Mô tả
Bột kết là một loại đá trầm tích mảnh vụn. Như tên gọi của nó ngụ ý, nó chứa chủ yếu (trên 2/3) các hạt kích thước bột, được xác định như là các hạt lớn hơn 3,9 micrômét nhưng nhỏ hơn 62,5 micrômét, tương đương với giá trị của φ từ 4 tới 8 trên Thang phi (φ) Krumbein.
Bột kết khác một cách đáng kể với sa thạch do các lỗ xốp nhỏ hơn của chúng cũng như khả năng chứa các thành phần sét cao hơn.
Mặc dù thường bị nhầm lẫn với đá phiến sét nhưng bột kết không có sự phân phiến dọc theo các mặt phẳng ngang, một tính chất điển hình của đá phiến sét. Nói chung sự phân phiến ở bột kết là không rõ ràng, trừ khi nó có một vài đặc tính của đá phiến sét, và nó có xu hướng bị phong hóa ở các góc nghiêng không dính dáng gì với móng. Bột kết có thể chứa các khối kết hạch.
Đá bùn và đá phiến sét đều chứa bùn, một vật liệu bao gồm hỗn hợp bột và sét.
Bột kết là các thành phần địa chất quan trọng trong các hệ tầng nào đó, chẳng hạn như ở đồi Muldraugh tại Kentucky.